# Puerto Claver
Puerto Claver es un centro poblado del municipio de El Bagre ubicado en la subregion del Bajo Cauca antioqueño en Colombia. Es un pueblo minero y es uno de los centro poblado más grandes de Antioquia. se estima que su población es de 17,000 habitantes aproximadamente, distribuidos en un territorio de casi 800 kilómetros cuadrados, incluido sus 62 veredas.

## Historia
La historia de Puerto Claver se inicia en el año de 1930, cuando don Isaac de j. colon Camargo propuso a los moradores de Amacerí la importancia de trasladarse a orillas del rio nechí al paraje donde Epifanía Callejas tenía su plantación de yuca, dadas las dificultades de comunicación con el municipio de Zaragoza, al que este centro poblado pertenecía en aquella época y que era epicentro del comercio de oro y para la adquisición de víveres.
La comunidad no prestó mucha atención a esta propuesta y sólo en 1934 se inició el poblamiento con doce familias (POT, 2001); posteriormente a estas familias llegaron otras procedentes de Amacerí, El Bagre, Zaragoza, Nechí y Magangué, quienes dieron impulso al comercio y al desarrollo minero (Angulo, 1985). Sin embargo, a los tres años de haberse constituido el caserío, ocurrió un incendio que destruyó la población, quedando tan solo 5 viviendas, donde se refugiaron todos los damnificados, mientras se construían improvisadas viviendas por Nechí Valley Gold Mines Company. Luego, la Asamblea Departamental de Antioquia por ordenanza 39 de 1939, se reconoce a Puerto Claver como centro poblado.
Por su parte el caserío de Amacerí continuó con un desarrollo menos acelerado que Puerto Claver, ya que se dedicaron más a la agricultura y a la explotación forestal.
La instalación de la primera draga por la empresa Nechí Company en jurisdicción de Puerto Claver, impulsó vertiginosamente la construcción de campamentos, talleres y una capilla, lo que llevó a una estabilidad económica entre los años 1948 y 1954 (POT; 2001), y que además originó que la compañía pasara a manos de la Pato Consolidated Gold Predgin Ltda., y que se tuviera efectos, igualmente, sobre los nuevos colonos, que atraídos por la bonanza intensificaron sus cultivos de plátano, arroz, yuca y ñame y el establecimiento de ganado vacuno, aumentado la producción para sostener la reciente demanda de una población en desarrollo. 
Sin embargo, en la década de 1970, con el aumento en el precio del oro, los agricultores abandonaron sus actividades por la explotación del mineral, la cual era mucho más rentable, pasando a cultivos de subsistencia y aumentándose los costos en los víveres; no obstante, algunas haciendas ganaderas incrementaron su producción (Angulo, 1985), hasta ser esta actividad otro de los factores que impulsó la dinámica económica y social de la región, como sucedió en general en el Bajo Cauca, ya que esta labor era muy rentable, e igualmente atrajo gente de diferentes regiones del país. 
Posteriormente, al decretarse a El Bagre como municipio, Puerto Claver pasó a ser parte de su jurisdicción jugando en la actualidad un papel muy importante ya que es el eje de la economía y comunicación entre sus veredas y con diferentes municipios.

## Límites territoriales
Puerto Claver limita
- al norte: con el municipio de Nechí.
- al sur: con el municipio de El Bagre.
- al occidente: con el municipio de Caucasia y de Nechí.
- al sur-occidente: con el municipio de Zaragoza.
- al oriente: con el sur del departamento de Bolívar.

## Geografía
La posición geográfica de Puerto Claver lo hace tener ciertos privilegios naturales, mientras al occidente posee un extenso valle generado por el río Nechí, que se extiende hasta los límites con el municipio de nechí, en la zona conocida como Bocas de San Pedro.
Al oriente el terreno es quebrado, montañoso y selvático. Esta zona es parte de la Serranía de San lucas, que comparte Antioquia con el departamento Bolívar.
Los ríos y quebradas más importantes que riegan el territorio incluyen los ríos Nechí y Amaceri, la quebrada Santa Bárbara, Torcoral, la Llana, y Chirita.
Algunas de las elevaciones montañosas más significativas son cerro el almendro, Cuchilla del oso, Cerro de la maldición, Cerro del helechal.
Hidrografía.
La parte alta de la cuenca del río Amacerí y sus afluentes que drenan hacia el río Nechí, en
sentido este-oeste, es de topografía montañosa con pendientes que varían entre 25% y 50% y mayores del 50%. En esta zona el relieve alcanza desde los 300
m s. n. m. a 800 m s. n. m. La llanura aluvial de la cuenca en estudio es de terrenos planos y ligeramente ondulados, conformados por rocas terciarias y sedimentos cuaternarios.
El río Amacerí nace en las estribaciones de la Serranía de San Lucas y desemboca en la planicie aluvial donde corre el río Nechí. La red fluvial es de tipo paralelo bastante densa y marcan lineamientos importantes más que todo en las estribaciones de la Serranía de San Lucas. El río Amacerí en la parte baja toma forma meándrica, dejando depósitos aluviales denominados “madre vieja”, en la zona intermedia el río se hace recto, marcando un
lineamiento en sentido este - oeste y luego cambia de dirección en sentido norte - sur entre el relieve montañoso. Desde la zona intermedia hasta el alta, los afluentes principales como las quebradas Mulata, Ahuyama, Nieves, entre otras, marcan lineamientos estructurales de gran importancia, desde el punto de vista económico.